# Colobostema commoni
Colobostema commoni är en tvåvingeart som beskrevs av Cook 1971. Colobostema commoni ingår i släktet Colobostema och familjen dyngmyggor. Inga underarter finns listade i Catalogue of Life.